# Municipio de Newbre
El municipio de Newbre (en inglés: Newbre Township) es un municipio ubicado en el condado de Ramsey en el estado estadounidense de Dakota del Norte. En el año 2010 tenía una población de 36 habitantes y una densidad poblacional de 0,38 personas por km².

## Geografía
El municipio de Newbre se encuentra ubicado en las coordenadas 48°14′5″N 98°28′34″O / 48.23472, -98.47611. Según la Oficina del Censo de los Estados Unidos, el municipio tiene una superficie total de 93.58 km², de la cual 88,25 km² corresponden a tierra firme y (5,69 %) 5,33 km² es agua.

## Demografía
Según el censo de 2010, había 36 personas residiendo en el municipio de Newbre. La densidad de población era de 0,38 hab./km². De los 36 habitantes, el municipio de Newbre estaba compuesto por el 100 % blancos. Del total de la población el 0 % eran hispanos o latinos de cualquier raza.